# The Batmen
The Batmen est un groupe de rock français, originaire de Grenoble. 

## Biographie
Le groupe est formé en 1984. Il est l'auteur de deux albums parus sur le label Closer Records. Il est réputé pour avoir inventé le concept de rhythm and soul, qui traduit leur orientation musicale faite d'un mélange de soul, de rock et d’énergie punk rock.  Leur single Get on Your Knees sorti en 1987 leur vaut des passages à la télévision française, suisse et espagnole. Il se sépare en 1988.

## Membres
- Roberto Lozano - guitare, chant
- Patrick Muin - basse
- Christian Vittoz - batterie
- Miguel Mougier - guitare

## Discographie

### Albums studio
- 1985 : The Batmen (Closer)
- 1988 : Bubble Skies (Closer)

### Albums live
- 2022 : Back From The Stone Age (Nineteen Something)

### Singles et EP
- 1985 : Do the Swamp Rock (Closer)
- 1987 : Get on Your Knees (Closer)
- 1988 : Bubble Skies (Closer)